# Stenomesius japonicus
Stenomesius japonicus är en stekelart som först beskrevs av William Harris Ashmead 1904.  Stenomesius japonicus ingår i släktet Stenomesius och familjen finglanssteklar. Inga underarter finns listade i Catalogue of Life.